# ハラマ川
ハラマ川（ハラマがわ、スペイン語: Río Jarama）は、スペイン中央部を流れるタホ川水系の川である。北から南へと流れ、アランフェス近郊でタホ川に合流する。主な支流にエルアタサルダムを有するロソヤ川やマンサナーレス川がある。

## スペイン内戦

### パラクエジョス虐殺
スペイン内戦時、1936年11月8-9日に起きたマドリードの戦いにおいて、マドリード対岸の町「パラクエジョス・デル・ハラマ」で、1000人（他説では4000とも）の民間人捕虜が共和国派の民兵に殺害された。当時、マドリードの共産党員リーダーであったサンティアゴ・カリーリョの権限の下で処刑が実行されたか否かが疑問視されていたが、カリーリョは、いくつかのインタビューにおいてそれを否定した。

### ハラマ川の戦い
ハラマ川は、1937年にも激しい戦闘の舞台となった。ナショナリスト派のフランコ軍は、共和国派が支配するバレンシアと首都マドリードの経路を断ち切ろうと、ハラマ川を横断した。スペイン在郷軍人とアフリカのモロッコ兵（レギュラーズ）によって編成されていたフランコ軍は、英国のイギリス人大隊やアメリカの義勇兵で編成されたエイブラハム・リンカーン大隊とも呼ばれる第15国際旅団を含む共和国派の軍隊と直面した。フランコ軍は、600人中270人以上の英国人に重篤な損害を与えたにもかかわらず、目的を達することができずに進撃を止めた。その後、前線は塹壕戦により膠着したまま戦いが続き、両陣営に合わせて45,000の犠牲者がもたらされた。

## フィクション
ラファエル・サンチェス・フェルロシオによる1955年発表の小説に「エル・ハラマ」がある。夏の日の川へピクニックに向かうマドリードの中流階級の若者たちによる、そのリアルな会話はスペイン小説界を刷新し1955年のナダール賞を獲得するに至った。

## 自動車レース
マドリード北部郊外の河岸には、自動車の国際レース場であるハラマ・サーキットがあり、一般に「ハラマ」と呼称されている。より安全なヘレス、カタロニアの各レース場が建設されるまで、9度のF1スペイングランプリレースといくつかのオートバイレースが開催された。

## 支流
下流より記載(*印は左岸合流)
- タフーニャ川 (*)
- マンサナーレス川
- エナレス川 (*)
- グアダリクス川
- ロソヤ川